# Jorge Volpi
Jorge Volpi, född 1968, är en mexikansk författare.
Han har utgivit romaner, bland annat trilogin Trilogía del siglo xx som inleddes med den prisbelönta En busca de Klingsor (1999), och essäer. Han har tilldelats en rad priser och utmärkelser, bland andra Isabella den katolskas orden och franska Arts et Lettres-orden. Hans verk är översatta till mer än tjugo språk.